# Demokraatti
För andra betydelser, se Demokraatti (olika betydelser).
Demokraatti är en dagstidning som under olika namn utkommit i Helsingfors sedan 1918 och är Finlands socialdemokratiska partis huvudorgan.
Tidningen startades under namnet Suomen Sosialidemokraatti efter att utgivningen av föregångaren Työmies upphört. Namnet ändrades till Demari 1988 och sammanslogs med Turun Päivälehti och några lokala upplagor av den förstnämnda 2001 och fick då namnet Uutispäivä Demari. Namnet ändrades slutligen till det nuvarande 2012. Långvariga chefredaktörer för tidningen var Anton Huotari (1923–1931), Eino Kilpi (1932–1947), Atte Pohjanmaa (1952–1978) och Aimo Kairamo (1974–1984).